# Roland Paul Jean Marie d’Anethan
Roland Paul Jean Marie d’Anethan (* 28. November 1920 in Sukabumi, Java; † 2. März 2002 in Brüssel) war ein belgischer Diplomat.

## Leben
Baron Roland d’Anethan war der Sohn von Henriette de Woelmont (1897–1968) und Félix d’Anethan (1895–1979). Er wurde zum Doktor der Rechtswissenschaften promoviert, trat 1945 in den auswärtigen Dienst und heiratete 1950 Lucie Marie Laure de Luppé (* 1. Juni 1924 in Paris). Er war in Paris und Alexandria akkreditiert. 1952 war er Botschaftssekretär zweiter Klasse in Kairo. Von 1958 bis 1961 war er Generalkonsul in Jerusalem. Von 1961 bis 1964 war er Botschafter in Monrovia, Liberia. Von 1969 bis 1971 leitete er im Außenministerium in Brüssel die Abteilung West-Europa und USA. Von 1971 bis 1976 war er belgischer Botschafter in Rabat.